# Ясенівська волость
Ясинівська волость — адміністративно-територіальна одиниця Лебединського повіту Харківської губернії.
Найбільше поселення волості станом на 1914 рік:
- село Ясенове — 1901 мешканець.

Старшиної волості був Шапошніков Іван Якович, волосним писарем — Резніченко Павло Федотович, головою волосного суду — Панченко Петро Павлович.